# Samuel A. Smith
Samuel A. Smith (* 1795 in Harrow, Bucks County, Pennsylvania; † 15. Mai 1861 in Point Pleasant, Pennsylvania) war ein US-amerikanischer Politiker. Zwischen 1829 und 1833 vertrat er den Bundesstaat Pennsylvania im US-Repräsentantenhaus.

## Werdegang
Samuel Smith besuchte die öffentlichen Schulen seiner Heimat. Noch vor seinem 21. Geburtstag wurde er Friedensrichter im Rockhill-Milford District von Pennsylvania. Zwischen 1824 und 1829 war er Testamentsvollstrecker (Register of Wills) im Bucks County. Außerdem fungierte er bis 1832 als Inspekteur der dortigen Miliz. In den 1820er Jahren schloss er sich der Bewegung um den späteren Präsidenten Andrew Jackson an und wurde Mitglied der von diesem 1828 gegründeten Demokratischen Partei.
Nach dem Rücktritt des Abgeordneten Samuel D. Ingham wurde Smith bei der fälligen Nachwahl als dessen Nachfolger in das US-Repräsentantenhaus in Washington, D.C. gewählt, wo er am 13. Oktober 1829 sein neues Mandat antrat. Nach einer Wiederwahl konnte er bis zum 3. März 1833 im Kongress verbleiben. Seit dem Amtsantritt von Präsident Jackson im Jahr 1829 wurde innerhalb und außerhalb des Kongresses heftig über dessen Politik diskutiert. Dabei ging es um die umstrittene Durchsetzung des Indian Removal Act, den Konflikt mit dem Staat South Carolina, der in der Nullifikationskrise gipfelte, und die Bankenpolitik des Präsidenten.
Von 1841 bis 1843 saß Samuel Smith im Senat von Pennsylvania. Zwischen 1844 und 1849 war er beisitzender Richter im Bucks County. Ansonsten arbeitete er in Doylestown und später in Point Pleasant im Handel. Er starb am 15. Mai 1861 in Point Pleasant.